# Hakim Ziyech
Hakim Ziyech (tiếng Ả Rập: حكيم زياش; ngữ tộc Berber: ⵃⴰⴽⵉⵎ ⵣⵉⵢⴰⵛ; sinh ngày 19 tháng 3 năm 1993) là một cầu thủ bóng đá chuyên nghiệp người Maroc hiện đang thi đấu ở vị trí tiền vệ cánh phải hoặc tiền vệ tấn công cho câu lạc bộ Qatar Al-Duhail SC và đội tuyển bóng đá quốc gia Maroc. Anh nổi tiếng nhờ lối chơi giàu kỹ thuật, khả năng rê bóng, chọn vị trí, dứt điểm và khả năng sút phạt tốt.
Ziyech bắt đầu sự nghiệp chuyên nghiệp của mình tại câu lạc bộ Hà Lan Heerenveen vào năm 2012 và ký hợp đồng với câu lạc bộ đồng hương Hà Lan Twente hai năm sau đó. Năm 2016, anh ký hợp đồng 5 năm với Ajax với phí chuyển nhượng được báo cáo là 11 triệu euro. Mùa giải 2018–19 là mùa giải hay nhất trong sự nghiệp của Ziyech, khi anh ghi 16 bàn và có 13 pha kiến tạo ở Eredivisie. Anh gia nhập câu lạc bộ Chelsea trong mùa giải 2020–21.
Sinh ra tại Hà Lan, Ziyech đủ điều kiện để khoác áo đội tuyển Hà Lan hoặc Maroc ở cấp độ quốc tế, song cuối cùng anh đã đại diện cho đội tuyển Maroc tham dự tại FIFA World Cup 2018, Cúp bóng đá châu Phi 2019, FIFA World Cup 2022 và Cúp bóng đá châu Phi 2023. Kể từ khi Ziyech gia nhập đội tuyển quốc gia vào năm 2015, anh đã quyên góp tất cả thu nhập kiếm được và tiền thưởng từ việc thi đấu quốc tế cho các tổ chức từ thiện khác nhau hoặc cho nhân viên của đội.
Anh có biệt danh là "The Wizard", biệt danh do những cổ động viên câu lạc bộ cũ Ajax dành cho anh. Năm 2019, anh được chọn là một trong 20 cầu thủ xuất sắc nhất UEFA Champions League mùa giải 2018–19. Cuối năm đó, anh được xếp hạng 29 trong danh sách "100 cầu thủ xuất sắc nhất thế giới" của The Guardian.

## Sự nghiệp câu lạc bộ

### Heerenveen
Ziyech sinh ra ở Dronten, Hà Lan. Từ năm 2001 đến 2007, anh chơi cho học viện trẻ của Reaal Dronten và ASV Dronten. Năm 2007, anh gia nhập học viện Heerenveen.

#### Mùa 2012-13
Vào ngày 2 tháng 8 năm 2012, Ziyech đã ra mắt chính thức cho Heerenveen ở lượt đi của vòng loại thứ ba của Europa League, trước Rapid București, chơi tổng cộng 53 phút trước khi được thay ra. Anh ấy đã ra mắt Eredivisie cho câu lạc bộ vào ngày 10 tháng 8, trong trận thua 0-2 trước NEC.

#### Mùa 2013-14
Ziyech đã ghi bàn thắng đầu tiên cho Heerenveen trong chiến thắng 2-0 trước NAC Breda, vào ngày 10 tháng 8 năm 2013. Vào ngày 23 tháng 8, Ziyech cung cấp hai pha kiến tạo trong trận hòa 3-3 với Ajax. Vào ngày 8 tháng 11, Ziyech đã ghi bàn và hỗ trợ trong chiến thắng 5-2 trước Waalwijk. Vào ngày 18 tháng 12, Ziyech đã ghi hai bàn vào lưới AZ Alkmaar, ở vòng bốn Cúp KNVB, một lần thường xuyên và một quả phạt đền vào phút cuối để rút thăm và đưa trận đấu vào loạt sút luân lưu, nhưng anh đã bỏ lỡ quả phạt đền và Heerenveen bị loại 6-5 trên chấm phạt đền. Vào ngày 21 tháng 12, Ziyech đã ghi hai bàn và cung cấp một hỗ trợ trong chiến thắng 5-1 trên sân AZ Alkmaar. Vào ngày 18 tháng 1 năm 2014, Ziyech đã ghi bàn trong trận hòa 2-2 với Roda. Vào ngày 9 tháng 2, anh đã ghi bàn trong chiến thắng 3-1 trước Groningen. Vào ngày 27 tháng 4, Ziyech đã ghi bàn một lần và cung cấp hỗ trợ trong chiến thắng 4-1 trước Utrecht, sau khi vào sân thay thế.

### Twente
Vào ngày 18 tháng 8 năm 2014, Ziyech gia nhập Twente, ký hợp đồng ba năm và lấy chiếc áo số 10.

#### Mùa 2014-15
Vào ngày 5 tháng 10, Ziyech đã ghi bàn một lần và cung cấp hỗ trợ trong trận hòa 2-2 với AZ Alkmaar. Vào ngày 6 tháng 3 năm 2015, Ziyech đã ghi hai bàn trong trận hòa 2-2 với Willem II. Vào ngày 10 tháng 5, anh ấy đã cung cấp ba pha kiến tạo trong chiến thắng 3 trận sân nhà trước Dordrecht. Vào ngày 17 tháng 5, Ziyech đã ghi hai bàn và hỗ trợ trong chiến thắng 3-1 trước câu lạc bộ cũ Heerenveen.

#### Mùa 2015-16
Trong mùa giải 2015-16, Ziyech được chọn làm đội trưởng của câu lạc bộ; tuy nhiên, anh đã bị tước băng đội trưởng vào đầu tháng 1 năm 2016, sau khi anh đưa ra những bình luận thiếu tôn trọng với câu lạc bộ và công khai yêu cầu chuyển nhượng. Mùa giải 2015-16 là mùa giải sung mãn nhất trong sự nghiệp của Ziyech, khi anh ghi 17 bàn và cung cấp 10 pha kiến tạo cho Eredivisie.

### Ajax
Vào ngày 30 tháng 8 năm 2016, Ziyech đã ký hợp đồng với Ajax trong một hợp đồng năm năm, với khoản chuyển nhượng được báo cáo là 11 triệu euro.

#### Mùa 2016-17
Vào ngày 15 tháng 9, Ziyech đã nhận một thẻ đỏ ở phút thứ 79, trong chiến thắng 2-1 trước Panathinaikos trong trận đấu nhóm mở màn Europa League. Sáu ngày sau, vào ngày 21 tháng 9, anh đã ghi bàn thắng đầu tiên cho Ajax trong chiến thắng 5-0 trước Willem II ở Cúp KNVB. Vào ngày 2 tháng 10, Ziyech đã ghi bàn thắng đầu tiên cho câu lạc bộ trong chiến thắng 3-2 trước Utrecht. Vào ngày 20 tháng 10, anh đã ghi bàn trong trận hòa 2-2 với Celta Vigo tại Europa League. Vào ngày 20 tháng 10, anh ấy đã ghi bàn trong chiến thắng 1-0 trước Excelsior. Vào ngày 3 tháng 11, Ziyech đã ghi bàn trong chiến thắng 3-2 trước Celta Vigo tại Europa League. Vào ngày 4 tháng 12, anh đã ghi một quả phạt đền trong chiến thắng 2-0 trước Groningen. Vào ngày 15 tháng 1 năm 2017, Ziyech đã ghi hai bàn trong chiến thắng 3-1 trên sân khách trước Zwolle. Vào ngày 29 tháng 1, anh đã ghi bàn trong chiến thắng 3-0 trước Den Haag. Vào ngày 8 tháng 4, anh đã ghi bàn trong chiến thắng 5-1 trên sân khách trước NEC.

#### Mùa 2017-18
Vào ngày 12 tháng 8 năm 2017, Ziyech đã ghi bàn thắng mở tỉ số trong trận thua 1-2 trước Heracles Almelo. Vào ngày 20 tháng 8, Ziyech đã ghi bàn trong chiến thắng 3-1 trước Groningen. Vào ngày 9 tháng 9, Ziyech đã bỏ lỡ một quả phạt đền nhưng cuối cùng chỉ ghi được năm phút sau đó trong chiến thắng 3-0 trước Zwolle. Vào ngày 18 tháng 11, Ziyech đã hỗ trợ trong chiến thắng 8-0 trước NAC Breda. Vào ngày 26 tháng 11, anh ta đã hỗ trợ trong chiến thắng 5-1 trước Roda. Vào ngày 14 tháng 12, Ziyech đã ghi bàn trong chiến thắng 3-1 trước Excelsior. Vào ngày 20 tháng 12, Ziyech đã bỏ lỡ một quả phạt đền trước câu lạc bộ cũ Twente của anh, ở vòng 16 đội Cúp KNVB, với việc Ajax bị loại sau khi thua loạt sút luân lưu. Vào ngày 4 tháng 2 năm 2018, Ziyech đã ghi một bàn thắng ở phút bù giờ trong chiến thắng 3-1 trước NAC Breda. Ba ngày sau, vào ngày 7 tháng 2, anh ghi bàn trong chiến thắng 4-2 trên sân khách trước Roda. Vào ngày 18 tháng 3, Ziyech đã ghi hai bàn trong chiến thắng 5-2 trên sân khách Sparta Rotterdam. Vào ngày 19 tháng 4, Ziyech đã ghi bàn trong chiến thắng 4-1 trước Venlo.

#### Mùa giải 2018-19
Vào ngày 25 tháng 7 năm 2018, Ziyech đã ghi bàn trong chiến thắng 2-0 trước Sturm Graz ở vòng loại thứ hai của UEFA Champions League. Vào ngày 22 tháng 8 năm 2018, Ziyech đã ghi bàn trong chiến thắng 3-1 trước Dynamo Kyiv trong vòng play-off của UEFA Champions League. Vào ngày 13 tháng 2 năm 2019, anh đã ghi bàn thắng đầu tiên tại Champions League, ghi bàn gỡ hòa trong trận thua 1 trận 2 trước Real Madrid ở vòng 16. Vào ngày 5 tháng 3 năm 2019, anh đã ghi bàn một lần nữa trong chiến thắng 4-1 trước Real Madrid ở trận lượt về, chứng kiến những người nắm giữ danh hiệu bị loại và đưa Ajax vào tứ kết, nơi họ đã loại Juventus để vào bán kết cuộc thi.
Vào ngày 30 tháng 4 năm 2019, Ziyech đã hỗ trợ cho bàn thắng duy nhất trong trận bán kết lượt đi bán kết Champions League tại Tottenham Hotspur. Anh cũng đã ghi bàn thắng thứ hai cho Ajax trong trận lượt về bán kết, trong đó Ajax bị Tottenham đánh bại 3-2 và bị loại khỏi giải đấu với những bàn thắng trên sân khách với tổng điểm 3 trận3.

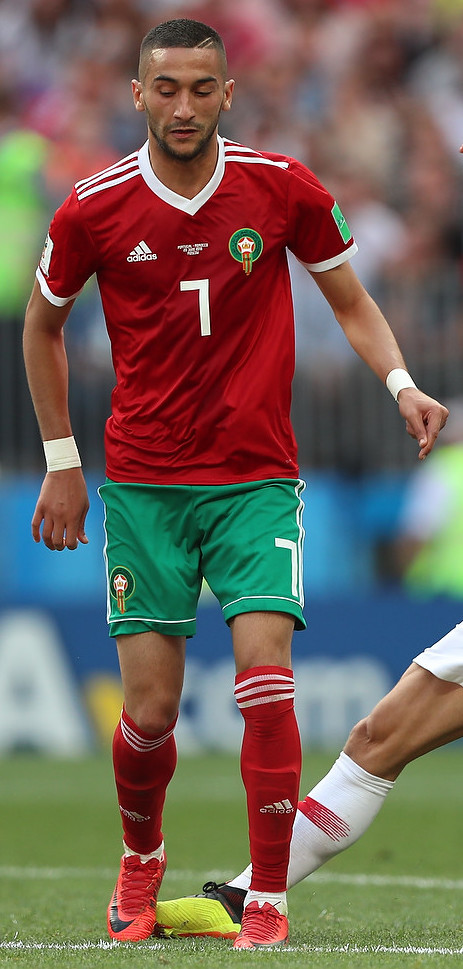
Ziyech chơi cho Maroc tại FIFA World Cup 2018.

#### Mùa giải 2019
Vào tháng 8 năm 2019, anh đã ký hợp đồng ba năm mới với Ajax.
Ngày 13/2/2020, Chelsea đã đoạt được thỏa thuận chiêu mộ Hakim Ziyech từ Ajax Amsterdam với mức phí 44 triệu Euro, Ziyech sẽ thi đấu hết mùa giải 2019/2020 cho Ajax và sẽ chuyển đến Chelsea khi thị trường chuyển nhượng mùa hè mở cửa.  Lưu trữ ngày 14 tháng 2 năm 2020 tại Wayback Machine
Chelsea
Mùa giải 2020-21
Hakim Ziyech đã góp công lớn giúp đội bóng Chelsea vào Top 4 Premier League 2020-21 và đồng thời cùng Chelsea vô địch UEFA Champions League lần thứ hai trong lịch sử đội bóng.

## Sự nghiệp quốc tế

### Hà Lan
Ziyech đủ điều kiện chơi cho Hà Lan hoặc Maroc. Ziyech chơi cho các đội trẻ quốc gia Hà Lan, chơi cho các đội U19, U20 và U21. Anh đã nhận được cuộc gọi đầu tiên vào đội hình cao cấp vào tháng 5 năm 2015, cho các trận giao hữu với Hoa Kỳ và Latvia.

### Maroc
Vào tháng 9 năm 2015, Ziyech đã xác nhận lựa chọn đại diện cho Maroc tại đấu trường quốc tế. Ziyech ra mắt đội tuyển quốc gia vào ngày 9 tháng 10, trong trận thua 1-0 trước Bờ Biển Ngà. Vào ngày 27 tháng 5 năm 2016, anh đã ghi hai bàn thắng đầu tiên cho Ma-rốc, trong chiến thắng 2-0 trước Congo. Vào ngày 4 tháng 9, Ziyech đã ghi bàn trong chiến thắng 2-0 trước São Tomé và Príncipe trong trận đấu vòng loại Cúp bóng đá châu Phi 2017. Ziyech không được chọn vào đội hình 23 người cuối cùng cho Cúp bóng đá châu Phi 2017.
Vào ngày 1 tháng 9 năm 2017, Ziyech đã ghi bàn trong chiến thắng 6-0 trước Mali, trong trận đấu vòng loại FIFA World Cup 2018. Anh được chọn vào đội hình 23 người cuối cùng cho FIFA World Cup 2018.

## Thống kê sự nghiệp

### Câu lạc bộ
Tính đến 23 tháng 5 năm 2021
| Câu lạc bộ          | Mùa giải            | Giải đấu | Giải đấu | Cúp quốc gia | Cúp quốc gia | Châu lục1 | Châu lục1 | Khác2 | Khác2 | Tổng cộng | Tổng cộng |
| Câu lạc bộ          | Mùa giải            | Trận     | Bàn      | Trận         | Bàn          | Trận      | Bàn       | Trận  | Bàn   | Trận      | Bàn       |
| ------------------- | ------------------- | -------- | -------- | ------------ | ------------ | --------- | --------- | ----- | ----- | --------- | --------- |
| Heerenveen          | 2012–13             | 3        | 0        | 1            | 0            | 2         | 0         | 2     | 0     | 8         | 0         |
| Heerenveen          | 2013–14             | 31       | 9        | 3            | 2            | —         | —         | 2     | 0     | 36        | 11        |
| Heerenveen          | 2014–15             | 2        | 2        | —            | —            | —         | —         | —     | —     | 2         | 2         |
| Heerenveen          | Tổng cộng           | 36       | 11       | 4            | 2            | 2         | 0         | 4     | 0     | 46        | 13        |
| Twente              | 2014–15             | 31       | 11       | 5            | 4            | 2         | 0         | —     | —     | 38        | 15        |
| Twente              | 2015–16             | 33       | 17       | 1            | 0            | —         | —         | —     | —     | 34        | 17        |
| Twente              | 2016–17             | 4        | 2        | —            | —            | —         | —         | —     | —     | 4         | 2         |
| Twente              | Tổng cộng           | 68       | 30       | 6            | 4            | 2         | 0         | —     | —     | 76        | 34        |
| Ajax                | 2016–17             | 28       | 7        | 1            | 1            | 13        | 2         | —     | —     | 42        | 10        |
| Ajax                | 2017–18             | 34       | 9        | 1            | 0            | 4         | 0         | —     | —     | 39        | 9         |
| Ajax                | 2018–19             | 29       | 16       | 3            | 0            | 17        | 5         | —     | —     | 49        | 21        |
| Ajax                | 2019–20             | 21       | 6        | 2            | 0            | —         | —         | 11    | 3     | 35        | 9         |
| Ajax                | Tổng cộng           | 112      | 38       | 7            | 1            | 45        | 10        | 1     | 0     | 165       | 49        |
| Chelsea             | 2020–21             | 23       | 2        | 6            | 2            | 10        | 2         | —     | —     | 39        | 6         |
| Tổng cộng sự nghiệp | Tổng cộng sự nghiệp | 239      | 81       | 23           | 9            | 59        | 12        | 5     | 0     | 326       | 102       |

1 Bao gồm các trận đấu UEFA Champions League và UEFA Europa League.
2 Bao gồm các trận đấu play-off Johan Cruyff Shield và Eredivisie.

### Quốc tế
| Đội tuyển quốc gia | Năm       | Số trận | Bàn thắng |
| ------------------ | --------- | ------- | --------- |
| Maroc              | 2015      | 4       | 0         |
| Maroc              | 2016      | 5       | 5         |
| Maroc              | 2017      | 4       | 2         |
| Maroc              | 2018      | 10      | 5         |
| Maroc              | 2019      | 10      | 2         |
| Maroc              | 2020      | 4       | 3         |
| Maroc              | 2021      | 4       | 0         |
| Maroc              | 2022      | 9       | 2         |
| Maroc              | 2023      | 5       | 2         |
| Maroc              | 2024      | 7       | 2         |
| Tổng cộng          | Tổng cộng | 62      | 23        |

### Bàn thắng quốc tế
Tính đến trận đấu diễn ra vào ngày 21 tháng 11 năm 2023. Điểm Maroc được liệt kê đầu tiên, cột điểm cho biết tỉ số sau mỗi bàn thắng của Ziyech. 
| #  | Ngày                 | Địa điểm                                            | Số trận | Đối thủ              | Bàn thắng | Kết quả | Giải đấu                            |
| -- | -------------------- | --------------------------------------------------- | ------- | -------------------- | --------- | ------- | ----------------------------------- |
| 1  | 27 tháng 5 năm 2016  | Sân vận động Tangier, Tangier, Maroc                | 6       | Cộng hòa Congo       | 1–0       | 2–0     | Giao hữu                            |
| 2  | 27 tháng 5 năm 2016  | Sân vận động Tangier, Tangier, Maroc                | 6       | Cộng hòa Congo       | 2–0       | 2–0     | Giao hữu                            |
| 3  | 4 tháng 9 năm 2016   | Sân vận động Hoàng tử Moulay Abdellah, Rabat, Maroc | 8       | São Tomé và Príncipe | 1–0       | 2–0     | Vòng loại CAN 2017                  |
| 4  | 11 tháng 10 năm 2016 | Sân vận động Marrakech, Marrakech, Maroc            | 9       | Canada               | 2–0       | 4–0     | Giao hữu                            |
| 5  | 11 tháng 10 năm 2016 | Sân vận động Marrakech, Marrakech, Maroc            | 9       | Canada               | 3–0       | 4–0     | Giao hữu                            |
| 6  | 1 tháng 9 năm 2017   | Sân vận động Hoàng tử Moulay Abdellah, Rabat, Maroc | 10      | Mali                 | 1–0       | 6–0     | Vòng loại FIFA World Cup 2018       |
| 7  | 1 tháng 9 năm 2017   | Sân vận động Hoàng tử Moulay Abdellah, Rabat, Maroc | 10      | Mali                 | 3–0       | 6–0     | Vòng loại FIFA World Cup 2018       |
| 8  | 23 tháng 3 năm 2018  | Sân vận động Olimpico, Torino, Ý                    | 14      | Serbia               | 1–0       | 2–1     | Giao hữu                            |
| 9  | 9 tháng 6 năm 2018   | A. Le Coq Arena, Tallinn, Estonia                   | 18      | Estonia              | 2–0       | 3–1     | Giao hữu                            |
| 10 | 9 tháng 9 năm 2018   | Sân vận động Mohammed V, Casablanca, Maroc          | 22      | Malawi               | 1–0       | 3–0     | Vòng loại CAN 2019                  |
| 11 | 16 tháng 11 năm 2018 | Sân vận động Mohammed V, Casablanca, Maroc          | 23      | Cameroon             | 1–0       | 2–0     | Vòng loại CAN 2019                  |
| 12 | 16 tháng 11 năm 2018 | Sân vận động Mohammed V, Casablanca, Maroc          | 23      | Cameroon             | 2–0       | 2–0     | Vòng loại CAN 2019                  |
| 13 | 16 tháng 6 năm 2019  | Sân vận động Marrakech, Marrakech, Maroc            | 25      | Zambia               | 1–1       | 2–3     | Giao hữu                            |
| 14 | 16 tháng 6 năm 2019  | Sân vận động Marrakech, Marrakech, Maroc            | 25      | Zambia               | 2–2       | 2–3     | Giao hữu                            |
| 15 | 13 tháng 11 năm 2020 | Sân vận động Mohammed V, Casablanca, Maroc          | 34      | Trung Phi            | 2–1       | 4–1     | Vòng loại CAN 2021                  |
| 16 | 13 tháng 11 năm 2020 | Sân vận động Mohammed V, Casablanca, Maroc          | 34      | Trung Phi            | 3–1       | 4–1     | Vòng loại CAN 2021                  |
| 17 | 17 tháng 11 năm 2020 | Sân vận động Thống nhất, Douala, Cameroon           | 35      | Trung Phi            | 1–0       | 2–0     | Vòng loại CAN 2021                  |
| 18 | 17 tháng 11 năm 2022 | Sân vận động Sharjah, Sharjah, UAE                  | 43      | Gruzia               | 2–0       | 3–0     | Giao hữu                            |
| 19 | 1 tháng 12 năm 2022  | Sân vận động Al Thumama, Doha, Qatar                | 46      | Canada               | 1–0       | 2–1     | FIFA World Cup 2022                 |
| 20 | 18 tháng 6 năm 2023  | Sân vận động FNB, Johannesburg, Cộng hòa Nam Phi    | 53      | Nam Phi              | 1–2       | 1–2     | Vòng loại Cúp bóng đá châu Phi 2023 |
| 21 | 21 tháng 11 năm 2023 | Sân vận động quốc gia, Dar es Salaam, Tanzania      | 55      | Tanzania             | 1–0       | 2–0     | Vòng loại FIFA World Cup 2026       |
| 22 | 24 tháng 1 năm 2024  | Sân vận động Laurent Pokou, San-Pédro, Bờ Biển Ngà  | 59      | Zambia               | 1–0       | 1–0     | Cúp bóng đá châu Phi 2023           |
| 23 | 7 tháng 6 năm 2024   | Sân vận động Adrar, Agadir, Ma Rốc                  | 62      | Zambia               | 1–0       | 2–1     | Vòng loại FIFA World Cup 2026       |

## Danh hiệu

### Câu lạc bộ
Ajax
- Eredivisie: 2018–19
- Cúp KNVB: 2018–19
- Johan Cruyff Shield: 2019

Chelsea
- UEFA Champions League: 2020–21
- UEFA Super Cup: 2021
- FIFA Club World Cup: 2021

Galatasaray
- Süper Lig: 2023–24[83]
- Turkish Super Cup: 2023[84]

### Cá nhân
- Dẫn đầu kiến tạo Eredivisie: 2014-15, 2016-17, 2017-18, 2018-19 (chia sẻ với Dušan Tadić)
- Đội hình tiêu biểu năm Eredivisie: 2016-17, 2017-18, 2018-19
- Đội hình của mùa giải UEFA Champions League: 2018-19 [13]
- Mars d'Or (cầu thủ Ma-rốc của năm): 2016 [85]
- AFC Ajax Player of the Year: 2017-18, 2018-19 [86]
- Cầu thủ xuất sắc nhất năm của Hà Lan / Chiếc giày vàng: 2018 [87]